# Breathless (카멜의 음반)
| 전문가 평가 | 전문가 평가 |
| 평가 점수   | 평가 점수   |
| 출처        | 점수        |
| ----------- | ----------- |
| AllMusic    | [ 1 ]       |

《Breathless》는 1978년 9월 22일에 발매된 영국의 프로그레시브 록 밴드 카멜의 여섯 번째 스튜디오 음반이다. 이 음반은 이 음반을 위해 투어를 하기 전에 그룹을 떠난 그룹의 원래 키보디스트인 피터 바든스가 참여한 마지막 음반이다.
이 음반은 프로그레시브 록 사운드를 유지하면서 더 짧고 라디오 친화적인 팝송에 초점을 맞추고 있다.

## 배경
이 음반에서 카멜은 프로그레시브 록(당시 대부분의 다른 밴드들처럼)에서 벗어나 라디오에서 연주하기에 더 도움이 되는 노래와 함께 더 팝적인 사운드에 가까워지기 시작한다. 이 음반은 밴드가 방송 시간을 절약하기 위해 노력했기 때문에 더 짧고 라디오 친화적인 노래에 초점을 맞추고 있다. 게다가, 그 밴드는 그들의 음악의 사운드를 몇몇 노래에서 또 다른 센세이션을 준다. 예를 들어 〈Down on the Farm〉의 유머는 카라반(극중 리드 싱어로 리처드 싱클레어가 보강한 사실)처럼 들리고, 〈Summer Lightning〉은 피터 바든스와 앤드루 래티머의 긴 솔로곡으로 디스코 느낌을 준다.
그러나 이 밴드는 재즈 영향력과 다른 곡들에 대한 프로그레시브 사운드를 유지했다. 〈The Sleeper〉와 〈Echoes〉는 《Mirage》 (1974년)와 《Moonmadness》 (1976년)와 같은 첫 음반에 수록된 음악과 비슷하게 들린다. 두 곡 모두 이 음반의 하이라이트이며, 〈Echoes〉 또한 이 밴드의 라이브 레퍼토리에서 가장 좋아하는 곡이 되었다. 이 마지막 곡은 팬들에 의해 그 밴드가 녹음한 최고의 곡들 중 하나로 여겨진다.

## 곡 목록
| #  | 제목                  | 작사·작곡                             | 재생 시간 |
| -- | --------------------- | ------------------------------------- | --------- |
| 1. | 〈Breathless〉        | 앤드루 래티머, 피터 바든스, 앤디 워드 | 4:21      |
| 2. | 〈Echoes〉            | 래티머, 바든스, 워드                  | 7:21      |
| 3. | 〈Wing and a Prayer〉 | 래티머, 바든스                        | 4:46      |
| 4. | 〈Down on the Farm〉  | 리처드 싱클레어                       | 4:25      |
| 5. | 〈Starlight Ride〉    | 래티머, 바든스                        | 3:26      |

| #  | 제목                  | 작사·작곡                       | 재생 시간 |
| -- | --------------------- | ------------------------------- | --------- |
| 1. | 〈Summer Lightning〉  | 래티머, 싱클레어                | 6:10      |
| 2. | 〈You Make Me Smile〉 | 래티머, 바든스                  | 4:18      |
| 3. | 〈The Sleeper〉       | 래티머, 바든스, 워드, 멜 콜린스 | 7:08      |
| 4. | 〈Rainbow's End〉     | 래티머, 바든스                  | 3:01      |

## 차트
| 차트 (1978년)                 | 순위  |
| ----------------------------- | ----- |
| 독일 앨범 (Offizielle 탑 100) | 40위  |
| 스페인 (AFYVE)                | 26위  |
| 영국 음반 (OCC)               | 26위  |
| 미국 빌보드 200               | 134위 |